# Monika Gerlinghoff
Monika Gerlinghoff ist eine deutsche Fachärztin für Nervenheilkunde, Kinder- und Jugendpsychiatrie, Verhaltenstherapeutin mit Weiterbildungsbefugnis.

## Leben und Arbeit
Ende der 1970er Jahre begann Monika Gerlinghoff am Max-Planck-Institut für Psychiatrie in München auf einer psychiatrischen Station mit einer mehrmonatigen Einzelbehandlung von Patientinnen mit Anorexia nervosa. Ab 1982 entwickelte sie Behandlungsprogramme für Anorexie und Bulimie mit strukturiertem Essprogramm und Gruppengesprächen. 1987 ein führte sie ein Therapiemodell mit einer ambulanten Motivationsphase, einer zeitlich begrenzten stationären Phase und einer ambulanten Phase ein. Durch dieses dreistufige Modell konnte sie die Dauer der stationären Therapie auf wenige Wochen reduzieren. Ab 1989 wurde der stationäre Therapieabschnitt durch eine tagklinische Phase ersetzt.
Ihre Arbeit am Max-Planck-Institut für Psychiatrie wurde über fast den ganzen Zeitraum von Herbert Backmund begleitet, der auch Mitautor und Mitherausgeber ihrer zahlreichen Bücher ist.

## Schriften (Auswahl)
- Monika Gerlinghoff: Magersucht. Auseinandersetzung mit einer Krankheit. Psychologie-Verlags-Union, München 1988, ISBN 3-621-27057-4.
- Monika Gerlinghoff, Herbert Backmund, Norbert Mai: Magersucht und Bulimie – Verstehen und bewältigen. Beltz, Weinheim 1993, ISBN 3-88679-219-6.
- Monika Gerlinghoff, Norbert Backmund: Magersucht: Anstöße zur Krankheitsbewältigung. dtv, München 1994, ISBN 3-423-36511-0.
- Monika Gerlinghoff: Magersucht und Bulimie – Innenansichten. Heilungswege aus der Sicht Betroffener und einer Therapeutin. Klett-Cotta, Stuttgart, 1996, ISBN 3-608-89653-8.
- Monika Gerlinghoff, Norbert Backmund, Cordula Bittenbinder-Obermeier: Essen will gelernt sein: Bei Essstörungen und auch sonst. Informationen, Tipps, Rezepte. Beltz, Weinheim 2017, ISBN 978-3-407-86489-5.
- Monika Gerlinghoff, Norbert Backmund: Is(s) was!?: Essstörungen sind Krankheiten. Informationen und Hilfe für Betroffene und ihre Angehörigen. Mit Online-Materialien. Beltz, Weinheim 2017, ISBN 978-3-407-86461-1.
- Monika Gerlinghoff, Norbert Backmund (Hrsg.): »Wir waren essgestört, traurig, einsam und leer – heute leben wir, wie es uns gefällt«: Junge Frauen erzählen ihre Geschichte. Beltz, Weinheim 2019, ISBN 978-3-407-86586-1.
- Monika Gerlinghoff, Norbert Backmund (Hrsg.): Essstörungen – Katalog der kreativen und therapeutischen Werkzeuge. Beltz, Weinheim 2022, ISBN 978-3-7799-6500-8.